# Fujii Haruya
Haruya Fujii (sinh ngày 26 tháng 12 năm 2000) là một cầu thủ bóng đá người Nhật Bản.

## Sự nghiệp câu lạc bộ
Haruya Fujii đã từng chơi cho Nagoya Grampus.